# Joel Silveira
Joel Magno Ribeiro da Silveira (Lagarto, 23 de setembro de 1918 — Rio de Janeiro, 15 de agosto de 2007) foi um jornalista e escritor brasileiro.

## Biografia
Tido como militante de esquerda e por divergências com seu pai, o qual considerava um burguês, mudou-se de Aracaju para o Rio de Janeiro em 1937, a pretexto de estudar Direito. De fato, cursou até o segundo ano da faculdade mas confessa, em suas memórias, ter sido um estudante relapso. De fato,  estava disposto a trabalhar como jornalista. Embora pareça paradoxal, o período do Estado Novo permitiu que ele, antigetulista convicto, e mais um grupo de jovens jornalistas, como David Nasser, Edmar Morel e Samuel Wainer, viessem a se notabilizar pela "grande reportagem" dos anos 1940, forma encontrada pelos jornais para sobreviver à censura imposta pela ditadura Vargas.
Seu primeiro emprego  foi no semanário  Dom Casmurro, de propriedade de Brício de Abreu e Álvaro Moreyra, "que era um jornal esquerdista. E meu irmão começou a mandar de São Paulo material do partido para que eu distribuísse aqui no Rio. Era uma tarefa arriscada, mas ele sempre mandava um dinheirinho dentro; como eu vivia de biscate, aquela era uma ajuda muito útil.. Depois foi repórter e secretário da revista Diretrizes, semanário de propriedade de Samuel Wainer, onde permaneceu até a redação ser fechada pelo DIP, em 1944. Escreveu também para os Diários Associados, Última Hora, O Estado de S. Paulo, Diário de Notícias, Correio da Manhã e Manchete.
Seus mais de 60 anos de carreira contabilizaram passagens por diversas redações do país, nas quais ocupou inúmeros cargos. Foi escolhido por Assis Chateaubriand, dos Diários Associados para ser correspondente de guerra junto à F.E.B., apesar de parecer contrário do  DIP e do General Dutra, então Ministro da Guerra. Além do mais,  apesar de haver outros candidatos de peso à missão, como  David Nasser, Edmar Morel e Carlos Lacerda.
" Quando me inscrevi para seguir com a FEB como correspondente de guerra, eles [o DIP] fizeram de tudo para que eu não embarcasse. A acusação era a de sempre: comunista."
Após o golpe de 1964,  foi preso por duas vezes, durante o governo Castelo Branco. Já no governo Emílio Médici, foi  preso mais cinco vezes. "Três pelo Exército, uma pela Marinha e outra pela Aeronáutica, mas essa foi de um dia só. Fizeram umas perguntas e me mandaram embora. As perguntas eram sempre as mesmas, uma coisa idiota: "Você é comunista?". Eu dizia: "Eu não sou comunista, não pertenço ao Partido Comunista. Os senhores estão cansados de saber que eu sou é socialista, democrático." 
É reconhecido por ser um dos precursores do jornalismo internacional e do jornalismo literário no Brasil. Ganhou de Assis Chateaubriand o apelido de "a víbora" por seu estilo ferino e impactante. Joel Silveira recorda: "Nunca tinha visto o Chatô... Aliás, não gostava dele, não concordava com os processos, a maneira dele como jornalista. E fiquei lá estatelado. E o Chatô veio: 'Seu Silveira, o senhor é um homem terrível! Seu Silveira, o senhor é uma víbora! O senhor vai trabalhar comigo! Desça lá e procure o seu Carlos'. Era o Carlos Lacerda. Aí, fiquei." 
As reportagens Eram Assim os Grã-Finos em São Paulo e A Milésima Segunda Noite da Avenida Paulista o consagraram como profissional e hoje são tidas como verdadeiros clássicos do gênero. Publicou cerca de 40 livros.  Foi agraciado com o prêmio Machado de Assis, o mais importante da Academia Brasileira de Letras, em 1998, pelo conjunto de sua obra.  Foi ganhador dos prêmios Líbero Badaró, Prêmio Esso Especial, Prêmio Jabuti e o Golfinho de Ouro.
Pouco antes de falecer,  Joel Silveira foi homenageado do Segundo Congresso Internacional de Jornalismo Investigativo, realizado entre os dias 17 e 19 de maio de 2007 pela Associação Brasileira de Jornalismo Investigativo. Por conta de problemas de saúde, foi representado pela filha.
Joel Silveira morou em Copacabana, no Rio de Janeiro, até sua morte, em 2007.

## Livros publicados

### Reportagens
- Histórias de Pracinhas (Rio de Janeiro, 1967)
- O inverno da guerra (Objetiva, 2005)
- Diário do último dinossauro (Travessa dos Editores, 2004)
- A feijoada que derrubou o governo (Companhia das Letras, 2004)
- A milésima segunda noite da Avenida Paulista (Companhia das Letras, 2003)
- Memórias de alegria (Mauad, 2001)
- A camisa do senador (Mauad, 2000)
- Na fogueira: memórias (Mauad, 1998)
- Viagem com o presidente eleito (Mauad, 1996)
- Nitroglicerina pura (Record, 1996) , co-autor G. Moraes Neto
- II Guerra: momentos críticos (Mauad, 1995)
- Guerrilha noturna (Record, 1994)
- Conspiração na madrugada (José Olympio, 1993)
- Presidente no jardim (Record, 1991)
- Segunda Guerra Mundial (Espaço e Tempo, 1989)
- O pacto maldito (Record, 1989)
- Você nunca será um deles (Record, 1988)
- Tempo de contar (Record, 1985)
- A Luta dos pracinhas (Record, 1983), em co-autoria com T. Mitke
- As duas guerras da FEB (Idade Nova Ed., 1965)

### Ficção
- Os melhores contos de Joel Silveira (Global, 1998)
- Não foi o que você pediu? (José Olympio, 1991)
- O dia em que o leão morreu (Record, 1986)
- Dias de luto (Record, 1985)